# Ara Software Grup
Ara Software Grup este o companie de IT din România care implementează sisteme informatice pentru instituții din sectorul public.
Compania a fost fondată în anul 2001.
Număr de angajați în 2009: 65
Cifra de afaceri:
| Anul          | 2008 | 2007 |
| ------------- | ---- | ---- |
| milioane euro | 3,1  | 2,8  |